# Parafia Matki Boskiej Bolesnej w Paterku
Parafia Matki Boskiej Bolesnej w Paterku – rzymskokatolicka parafia w dekanacie Nakło diecezji bydgoskiej. Została utworzona 1 października 1979 r.
Do parafii należą wierni z miejscowości: Chobielin, Młyn, Janowo, Paterek, Polichno i Rozwarzyn.